# Stephen Mansfield

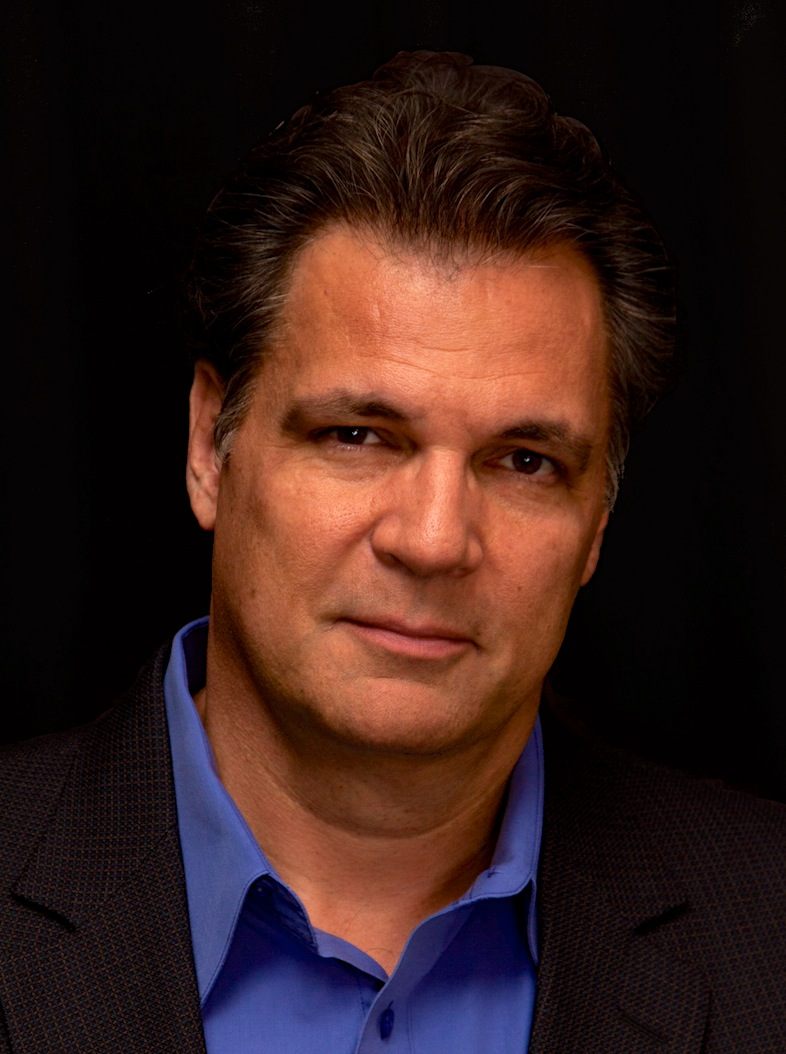
Stephen Mansfield (2012)

Stephen Mansfield é um autor americano que escreve sobre história, religião e política. Seu livro A fé de George W. Bush figura entre a lista de bestsellers do jornal The New York Times. Outros livros seus são A fé do soldado americano e Papa Benedito XVI: sua vida e missão. O último livro de Mansfield é A fé de Barack Obama, publicado em Agosto de 2008, ele também é fundador do grupo The Mansfield Group e Chartwell Literary Group.

## Publicações
- Papa Benedito XVI: Sua vida e missão
- Keeper of the Flame
- O extraordinário caráter de Winston Churchill
- A fé de George W. Bush
- A fé dos soldados americanos
- (2005) Derek Prince - A biografia
- (2008) O Deus de Barack Obama